# Don Johnson

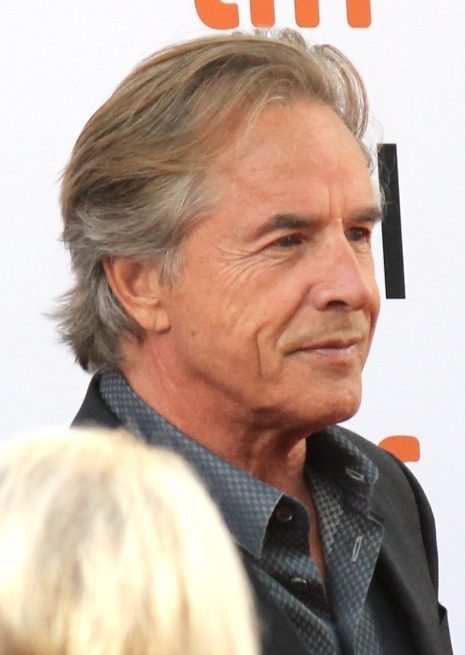
Don Johnson (2019)

Donald Wayne „Don“ Johnson (* 15. Dezember 1949 in Flat Creek, Missouri) ist ein US-amerikanischer Schauspieler und Sänger. International bekannt wurde er durch seine Rolle als James „Sonny“ Crockett in der Fernsehserie Miami Vice (1984–1989).

## Schauspiel

### 1968 bis 1983
1968 erhielt Johnson sein erstes Engagement in einem Rock-Musical namens Your Own Thing am American Conservatory Theatre in San Francisco. Kurz darauf war er einer der Kandidaten in der auf ABC laufenden Fernseh-Flirt-Show The Dating Game. 1969 erhielt er die Hauptrolle des Smitty in Sal Mineos Off-Broadway-Stück Fortune and Men’s Eyes.
Sein Leinwanddebüt gab Johnson ein Jahr später mit The Magic Garden of Stanley Sweetheart. Erste kurze Aufmerksamkeit erlangte er 1975 durch die Hauptrolle des Vic in dem Science-Fiction-Kultfilm Der Junge und sein Hund, für den er im selben Jahr von der Academy of Science Fiction, Fantasy & Horror Films mit dem Saturn Award als bester Hauptdarsteller ausgezeichnet wurde.
An diesen ersten Erfolg konnte Johnson in den nächsten Jahren nicht anknüpfen. Allein fünf Serien mit ihm wurden nach der Pilotfolge wieder abgesetzt.

### 1984 bis 1989

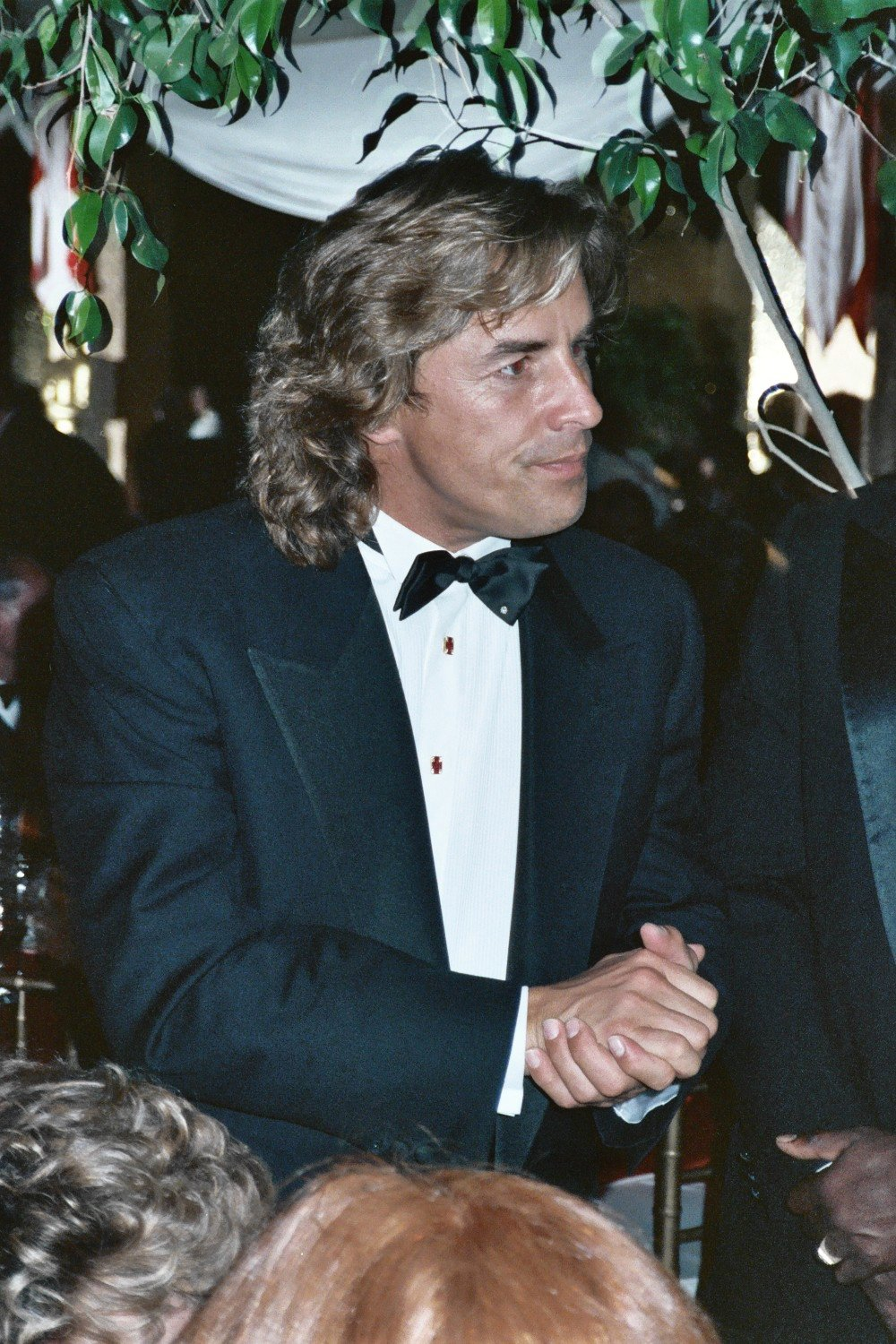
Don Johnson (1989)

Bekannt wurde er durch seine Rolle als Polizist James „Sonny“ Crockett in der amerikanischen Fernsehserie Miami Vice (1984–1989). Seine Rolle als Sonny Crockett brachte ihm unter anderem eine Emmy- (1986) und zwei Golden-Globe-Nominierungen (1986/87) ein. In der Kategorie „bester männlicher Hauptdarsteller“ gewann er 1986.
Ende der 1980er Jahre war Johnson einer der berühmtesten Schauspieler weltweit. An diesen Erfolg wollte er mit klassischen Kinofilmen anknüpfen, auf die er sich in den folgenden Jahren konzentrierte.

### 1990 bis 2001

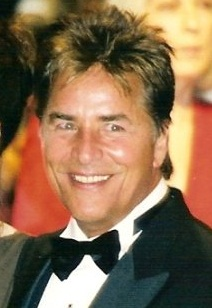
Don Johnson (1998)

Nachdem Johnson während der Arbeit bei Miami Vice bis 1989 kaum Kinofilme gedreht hatte – es waren insgesamt nur drei seit 1984: Cease Fire (1985), Sweet Hearts Dance mit Susan Sarandon und Jeff Daniels im Jahr 1988 sowie Dead Bang – Kurzer Prozess (1989) –, konzentrierte er sich anschließend auf das Filmgenre. The Hot Spot – Spiel mit dem Feuer (1990) wurde kein kommerzieller Erfolg. Auch die Filme Paradise (1991) und Blondinen küsst man nicht (1993) mit seiner damaligen Frau Melanie Griffith waren nicht erfolgreich; ebenso der topbesetzte, doch gefloppte Action-Thriller Harley Davidson & The Marlboro Man (1991) – unter anderem mit Mickey Rourke.
Johnson wandte sich in den folgenden Jahren wieder mehr dem Fernsehen zu. In der Krimiserie Nash Bridges (1996–2001) spielte er den gleichnamigen Polizisten und löste mit seinem Kollegen Joe Dominguez, gespielt von Cheech Marin, in San Francisco verschiedene Kriminalfälle. Die Serie wurde ein kommerzieller Erfolg. Mit der Komödie Tin Cup, in der Johnson den Antagonisten von Kevin Costner spielte, gelang ihm 1996 auch wieder ein kleiner Erfolg mit einem Kinofilm. Im selben Jahr erhielt Johnson für seine Verdienste einen Stern auf dem Hollywood Walk of Fame.

### Seit 2002
2003 war Johnson in dem Fernsehfilm Word of Honor (zusammen mit John Heard und Jeanne Tripplehorn) wieder zu sehen. Nach einem weiteren Jahr Abstinenz hatte er 2005 die Hauptrolle des Grant Cooper in der unter anderem von Jerry Bruckheimer produzierten Serie Just Legal inne. Allerdings wurde die Serie nach nur einer Staffel wieder eingestellt.
Nach dem ausgebliebenen Erfolg mit Just Legal drehte Johnson 2006 den Familienfilm Moondance Alexander und den italienischen Thriller Bastardi. Von Januar bis Ende März 2007 spielte Johnson den Nathan Detroit am Londoner West End Theatre in dem Musical Guys and Dolls. Von April bis Anfang Mai 2007 hielt er sich für Dreharbeiten zum zweiten Teil der Komödie Lange Flate Ballær 2 in Norwegen auf. Er spielte dort einen Admiral Burnett.
2010 spielte er neben Danny Trejo mit der Figur des texanischen Rassisten Von Jackson eine größere Rolle in Robert Rodriguez’ Actionfilm Machete. In dem oscarprämierten Film Django Unchained (2013) stellte Don Johnson den Plantagenbesitzer Big Daddy dar. 2019 übernahm er in Rian Johnsons Kriminalfilm Knives Out – Mord ist Familiensache die Nebenrolle des Richard Drysdale. Im selben Jahr war er in vier Folgen der Serie Watchmen zu sehen.

## Musik

### Erste Versuche
Schon als kleiner Junge sang Johnson im Kirchenchor. In der Filmmusik zu einem seiner ersten Filme, The Harrad Experiment, sang Johnson die Titel Wait for Me und It’s Not Over. Er veröffentlichte des Weiteren noch eine Single mit dem Titel Anna Korina, die kein kommerzieller Erfolg war.

### DebütalbumHeartbeat(1986)
Auf dem Zenit seines Erfolges mit der Serie Miami Vice wurde im Herbst 1986 Johnsons erstes Album mit dem Titel Heartbeat auf den Markt gebracht.
Die gleichnamige erste Singleauskopplung bescherte ihm internationale Top-Ten-Platzierungen in den Charts. Schließlich wurden noch das Lied Heartache Away sowie die Ballade Voice on a Hotline veröffentlicht. Ausschließlich bei der Maxi-Single-Version zu Heartache Away findet sich mit Streetwise ein Lied wieder, das nicht auf dem Album ist, allerdings in einer gleichnamigen Episode der dritten Staffel von Miami Vice verwendet wurde. Whoopi Goldberg und Olivia Brown sangen hierbei die Background-Vocals ein.
Mit Barbra Streisand nahm Johnson 1988 das Duett Till I Loved You auf.
In der letzten Folge von Miami Vice (Letzter Auftrag / Freefall; Staffel fünf, Episode 112 und 113) steuerte Johnson 1989 mit No Way Out ein von Tim Truman – dem für die Musikauswahl der letzten Staffel verantwortlichen Mann – produziertes Lied bei. Kurz darauf stellte sich heraus, dass das Lied aufgrund rechtlicher Probleme nicht auf Johnsons zweitem Album, welches noch im selben Jahr herausgebracht werden sollte, erscheinen durfte. Bis heute ist es daher unveröffentlicht.

### Let it Roll(1989)
Im Sommer 1989 erschien Johnsons zweites Studioalbum Let it Roll, auf dem er – mit Ausnahme des dem Album den Namen gebenden Liedes – eher ruhigere Töne anschlägt. Wahrscheinlich aufgrund des Endes von Miami Vice in den USA weniger bekannt, schaffte es das Album in die europäischen Top Ten.
Mit Tell It Like It Is, einem Coversong des Aaron-Neville-Klassikers von 1966, gelang Johnson sein größter musikalischer Erfolg. Zuvor war schon Other People’s Lives und zuletzt die Ballade What If it Takes All Night mit Barbra Streisand als Backgroundsängerin erschienen. Nur zu Promotionzwecken erschien außerdem noch das Duett A Better Place mit der in spanischsprachigen Ländern bekannten Sängerin Yuri.

### Ab 1990
Von Johnson erschienen noch zwei Best-of-Alben namens Collection Gold (1995) und The Essential (1997).

## Sport
1987 startete Don Johnson erstmals als Beifahrer in der Amerikanischen Powerboat-Liga APBA Offshore World Cup und wurde dann 1988 selbst Weltmeister in der Outboard-Performance-Craft-Klasse. Er versuchte 1989, den Titel zu verteidigen und zog sich dann Ende der Saison aus dem Powerboatsport zurück.

## Privatleben
Als Sohn eines Farmers erlebte er mit elf Jahren die Scheidung seiner Eltern und zog zusammen mit seiner Mutter und seinen vier Geschwistern nach Wichita im US-Bundesstaat Kansas. Als Jugendlicher kam er mehrmals mit dem Gesetz in Konflikt. Seinen Schulabschluss machte Johnson an der Wichita South High School. Eine der Lehrerinnen entdeckte sein schauspielerisches Talent und verschaffte ihm ein Theaterstipendium an der University of Kansas.
Johnson, der wegen seiner Drogenprobleme und Scheidungen immer wieder die Aufmerksamkeit der Medien erregte, hat fünf Kinder: den Sohn Jesse Johnson mit der Schauspielerin Patti D’Arbanville, die Schauspielerin Dakota Johnson mit Melanie Griffith sowie die Tochter Atherton Grace Johnson und die Söhne Jasper Breckenridge-Johnson und Deacon Johnson mit seiner Frau Kelley Phleger. Mit Griffith war Johnson zweimal verheiratet. Das erste Mal heirateten sie 1976 und ließen sich im selben Jahr wieder scheiden. Ein zweites Mal waren sie von 1989 bis 1996 miteinander verheiratet.

## Diskografie

### Studioalben
| Jahr | Titel       | Höchstplatzierung, Gesamtwochen, AuszeichnungChartplatzierungen (Jahr, Titel, Platzierungen, Wochen, Auszeichnungen, Anmerkungen) | Höchstplatzierung, Gesamtwochen, AuszeichnungChartplatzierungen (Jahr, Titel, Platzierungen, Wochen, Auszeichnungen, Anmerkungen) | Höchstplatzierung, Gesamtwochen, AuszeichnungChartplatzierungen (Jahr, Titel, Platzierungen, Wochen, Auszeichnungen, Anmerkungen) | Höchstplatzierung, Gesamtwochen, AuszeichnungChartplatzierungen (Jahr, Titel, Platzierungen, Wochen, Auszeichnungen, Anmerkungen) | Höchstplatzierung, Gesamtwochen, AuszeichnungChartplatzierungen (Jahr, Titel, Platzierungen, Wochen, Auszeichnungen, Anmerkungen) | Anmerkungen                          |
| Jahr | Titel       | DE | AT | CH | UK | US | Anmerkungen                          |
| ---- | ----------- | --- | --- | --- | --- | --- | ------------------------------------ |
| 1986 | Heartbeat   | DE3 Gold · (27 Wo.)DE | AT3 (22 Wo.)AT | CH7 Gold · (17 Wo.)CH | — | US17 Gold · (27 Wo.)US | Erstveröffentlichung: September 1986 |
| 1989 | Let It Roll | DE2 Gold · (24 Wo.)DE | AT23 (6 Wo.)AT | CH6 Gold · (15 Wo.)CH | — | — | Erstveröffentlichung: Juni 1989      |

Kompilationen
- 1995: Collection Gold
- 1997: The Essential

### Singles
| Jahr | Titel Album                      | Höchstplatzierung, Gesamtwochen, AuszeichnungChartplatzierungen (Jahr, Titel, Album, Platzierungen, Wochen, Auszeichnungen, Anmerkungen) | Höchstplatzierung, Gesamtwochen, AuszeichnungChartplatzierungen (Jahr, Titel, Album, Platzierungen, Wochen, Auszeichnungen, Anmerkungen) | Höchstplatzierung, Gesamtwochen, AuszeichnungChartplatzierungen (Jahr, Titel, Album, Platzierungen, Wochen, Auszeichnungen, Anmerkungen) | Höchstplatzierung, Gesamtwochen, AuszeichnungChartplatzierungen (Jahr, Titel, Album, Platzierungen, Wochen, Auszeichnungen, Anmerkungen) | Höchstplatzierung, Gesamtwochen, AuszeichnungChartplatzierungen (Jahr, Titel, Album, Platzierungen, Wochen, Auszeichnungen, Anmerkungen) | Anmerkungen                                             |
| Jahr | Titel Album                      | DE | AT | CH | UK | US | Anmerkungen                                             |
| ---- | -------------------------------- | --- | --- | --- | --- | --- | ------------------------------------------------------- |
| 1986 | Heartbeat                        | DE6 (18 Wo.)DE | AT3 (14 Wo.)AT | CH6 (11 Wo.)CH | UK46 (6 Wo.)UK | US5 (15 Wo.)US | Erstveröffentlichung: August 1986                       |
| 1986 | Heartache Away Heartbeat         | DE31 (12 Wo.)DE | AT22 (6 Wo.)AT | — | — | US56 (11 Wo.)US | Erstveröffentlichung: November 1986                     |
| 1988 | Till I Loved You                 | DE26 (8 Wo.)DE | — | — | UK16 (7 Wo.)UK | US25 (12 Wo.)US | Erstveröffentlichung: Oktober 1988 mit Barbra Streisand |
| 1989 | Tell It Like It Is Let It Roll   | DE2 (22 Wo.)DE | AT13 (12 Wo.)AT | CH6 (15 Wo.)CH | UK84 (3 Wo.)UK | — | Erstveröffentlichung: Juni 1989                         |
| 1989 | Other People's Lives Let It Roll | DE57 (11 Wo.)DE | — | — | — | — | Erstveröffentlichung: Oktober 1989                      |

Weitere Singles
- 1987: Voice on a Hotline
- 1989: A Better Place (mit Yuri)
- 1989: What If it Takes All Night

## Auszeichnungen für Musikverkäufe
| Silberne Schallplatte - Frankreich - 1989: für die Single Tell It Like It Is Goldene Schallplatte - Finnland - 1983: für das Album Heartbeat - Frankreich - 1989: für das Album Let It Roll | Platin-Schallplatte - Kanada - 1986: für das Album Heartbeat |

Anmerkung: Auszeichnungen in Ländern aus den Charttabellen bzw. Chartboxen sind in ebendiesen zu finden.
| Land/RegionAuszeichnungen für Musikverkäufe (Land/Region, Auszeichnungen, Verkäufe, Quellen) | Silber  | Gold     | Platin  | Verkäufe | Quellen           |
| -------------------------------------------------------------------------------------------- | ------- | -------- | ------- | -------- | ----------------- |
| Deutschland (BVMI)                                                                           | —       | 2× Gold2 | —       | 500.000  | musikindustrie.de |
| Finnland (IFPI)                                                                              | —       | Gold1    | —       | 25.000   | ifpi.fi           |
| Frankreich (SNEP)                                                                            | Silber1 | Gold1    | —       | 225.000  | infodisc.fr       |
| Kanada (MC)                                                                                  | —       | —        | Platin1 | 100.000  | musiccanada.com   |
| Schweiz (IFPI)                                                                               | —       | 2× Gold2 | —       | 50.000   | hitparade.ch      |
| Vereinigte Staaten (RIAA)                                                                    | —       | Gold1    | —       | 500.000  | riaa.com          |
| Insgesamt                                                                                    | Silber1 | 7× Gold7 | Platin1 |          |                   |

## Filmografie (Auswahl)
- 1970: The Magic Garden of Stanley Sweetheart
- 1971: Zachariah
- 1972: The Bold Ones: The New Doctors (Fernsehserie, Folge 4x11)
- 1973: The Harrad Experiment
- 1973: Kung Fu (Fernsehserie, Folge 2x06)
- 1974: Wild Drivers (Return to Macon County)
- 1975: Der Junge und sein Hund (A Boy and His Dog)
- 1976: Barnaby Jones (Fernsehserie, Folge 5x09)
- 1976: Die Straßen von San Francisco (The Streets of San Francisco, Fernsehserie, Folge 5x09)
- 1977: Stadt der Gewalt (The City)
- 1978: Jukebox Jack
- 1980: Terror in New York (Revenge of the Stepford Wives)
- 1983: Matt Houston (Fernsehserie, Folge 2x02)
- 1984–1989: Miami Vice (Fernsehserie, 111 Folgen)
- 1985: Flammender Sommer (The Long Hot Summer)
- 1985: Verbrannte Erde (Cease Fire)
- 1987: Heartbeat (Heartbeat)
- 1988: Sweet Hearts Dance
- 1989: Dead Bang – Kurzer Prozess (Dead Bang)
- 1990: The Hot Spot – Spiel mit dem Feuer (The Hot Spot)
- 1991: Sommerparadies (Paradise)
- 1991: Harley Davidson & The Marlboro Man (Harley Davidson and the Marlboro Man)
- 1993: Jenseits der Unschuld (Guilty as Sin)
- 1993: Blondinen küsst man nicht (Born Yesterday)
- 1995: Blutiger Befehl (In Pursuit of Honor)
- 1996: Tin Cup
- 1996–2001: Nash Bridges (Fernsehserie, 122 Folgen)
- 1998: Goodbye Lover
- 2003: Word of Honor
- 2005: Just Legal
- 2007: Ein Pferd für Moondance (Moondance Alexander)
- 2007: Bastardi
- 2010: When in Rome – Fünf Männer sind vier zuviel (When in Rome)
- 2010–2012: Eastbound & Down (Fernsehserie, 5 Folgen)
- 2010: Machete
- 2011: Bucky Larson: Born to Be a Star
- 2011: A Good Old Fashioned Orgy
- 2010–2012: Eastbound & Down (Fernsehserie, 5 Folgen)
- 2012: Django Unchained
- 2014: Die Schadenfreundinnen (The Other Woman)
- 2014: Cold in July
- 2014: Alex of Venice
- 2014–2016: From Dusk Till Dawn: The Series (Fernsehserie, 7 Folgen)
- 2015: Blood & Oil (Fernsehserie, 10 Folgen)
- 2017: Eine Reihe betrüblicher Ereignisse (A Series of Unfortunate Events, Fernsehserie, 2 Folgen)
- 2017: Vengeance – Pfad der Vergeltung (Vengeance: A Love Story)
- 2017: Brawl in Cell Block 99
- 2017: Sick Note (Fernsehserie, 6 Folgen)
- 2018: Dragged Across Concrete
- 2018: Book Club – Das Beste kommt noch (Book Club)
- 2018: LA to Vegas (Fernsehserie, Folge 1x11)
- 2019: Vault
- 2019: Knives Out – Mord ist Familiensache (Knives Out)
- 2019: Watchmen (Fernsehserie, 4 Folgen)
- 2021: Nash Bridges (Fernsehfilm)
- 2022: A Little White Lie
- 2022: High Heat
- 2023: Book Club – Ein neues Kapitel (Book Club: The Next Chapter)
- 2023: Shriver
- 2024: Unit 234
- 2024: Rebel Ridge
- 2024–2025: Doctor Odyssey (Fernsehserie, 18 Folgen)

## Synchronstimme
Don Johnsons Standardstimme für die deutschsprachige Synchronisation verleiht ihm Reent Reins.